# Madine
Pour les articles homonymes, voir Lac de Madine et Madine (rivière).
Madine est une ancienne commune de la Meuse, qui a existé de 1973 à 1983.

## Toponymie
« Madine » est le nom d'un lac artificiel formé par les eaux du ruisseau de Madine. Les créateurs du nom de cette commune éphémère ont suivi les traces de leurs ancêtres, car souvent un village est nommé par le cours d'eau qui l'arrose.

## Histoire
Elle est fondée par fusion des communes de Heudicourt-sous-les-Côtes, Lamarche-en-Woëvre et Nonsard. En 1983, Madine est supprimée et divisée en deux : Heudicourt-sous-les-Côtes est redevenue une commune indépendante, tandis que Lamarche-en-Woëvre et Nonsard sont restées fusionnées pour former la commune de Nonsard-Lamarche.